# سیارک ۷۷۱۳۶
سیارک ۷۷۱۳۶ (به انگلیسی: 77136 Mendillo، نامگذاری:2001DP106) هفتاد و هفت هزار و صد و سی و ششمین سیارک کشف شده‌است که در ۲۶ فوریه ۲۰۰۱ کشف شد.